# Tinytrema sandy
Tinytrema sandy är en spindelart som beskrevs av Norman I. Platnick 2002. Tinytrema sandy ingår i släktet Tinytrema och familjen Trochanteriidae. Inga underarter finns listade i Catalogue of Life.